# Lindon Victor
Lindon Victor (* 28. Februar 1993 in St. George’s) ist ein grenadischer Leichtathlet, der sich auf den Zehnkampf spezialisiert hat. In dieser Disziplin wurde er 2018 und 2022 Sieger bei den Commonwealth Games.

## Sportliche Laufbahn
Erste internationale Erfahrungen sammelte Lindon Victor bei den CARIFTA-Games 2009 in Vieux Fort, bei denen er die Silbermedaille im Diskuswurf sowie Bronze im Kugelstoßen in der U17-Wertung gewann. 2010 gewann er Bronze im Siebenkampf bei den CARIFTA-Games in George Town. Zudem nahm er an den erstmals ausgetragenen Olympischen Jugendspielen in Singapur im Speerwurf teil und belegte dort mit 51,61 m den dreizehnten Platz. 2011 gewann bei erneut die Bronzemedaille bei den CARIFTA-Games in Montego Bay und 2012 siegte er in Hamilton mit 4572 Punkten. Zwei Jahre später belegte er bei den U23-NACAC-Meisterschaften in Kamloops mit 65,28 m den sechsten Platz im Speerwurf und mit dem Diskus gelang ihm kein gültiger Versuch. Zudem nahm er erstmals an den Commonwealth Games in Glasgow teil und belegte dort im Zehnkampf mit 7429 Punkten den neunten Platz.
2015 erreichte er bei den Panamerikanischen Spielen in Toronto mit 7453 Punkten den siebten Platz. Ein Jahr darauf übertraf er erstmals die 8000-Punkte-Marke. Bei zwei College-Wettkämpfen erreichte er 8446 und 8379 Punkte und qualifizierte sich damit für die Olympischen Spiele in Rio de Janeiro. Dort erreichte er mit 7998 Punkten den 16. Platz und war der Flaggenträger Grenadas bei der Abschlussveranstaltung. 2017 verbesserte er den College-Rekord von Trey Hardee zunächst auf 8472 und später auf 8539 Punkte, ehe er bei seinem dritten Zehnkampf in diesem Jahr seinen College-Meisterschaftstitel verteidigen konnte. Im August nahm Victor erstmals an den Weltmeisterschaften in London teil. Dort beendete er seinen Wettkampf nach drei ungültigen Versuchen im Diskuswurf nicht, wie auch den Hallensiebenkampf bei den Hallenweltmeisterschaften 2018 in Birmingham, wo er nach einem Hochsprung-Wettkampf ohne gültigen Versuch nicht mehr am zweiten Tag antrat. Anfang April nahm er erneut an den Commonwealth Games im australischen Gold Coast teil und siegte dort mit 8303 Punkten vor dem Kanadier Pierce Lepage und dem Australier Cedric Dubler. 2019 absolvierte er beim Hypo-Meeting in Götzis mit 8473 Punkten seinen zweitbesten Zehnkampf. Bei den Panamerikanischen Spielen 2019 in Lima gewann er mit 8240 Punten die Silbermedaille hinter Damian Warner. Im Oktober nahm er erneut an den Weltmeisterschaften in Doha teil und lag dort bis zu Beginn des zweiten Tages auf Medaillenkurs, ehe er in seiner besten Disziplin, dem Diskuswurf, keinen gültigen Versuch zustande brachte und den Wettkampf damit vorzeitig beendete. 2021 nahm er an den Olympischen Sommerspielen in Tokio teil und belegte dort mit 8414 Punkten den siebten Platz.
2022 klassierte er sich bei den Hallenweltmeisterschaften in Belgrad mit 6029 Punkten den achten Platz im Siebenkampf und im Juli gelangte er bei den Weltmeisterschaften in Eugene mit 8474 Punkte auf Rang fünf im Zehnkampf. Daraufhin verteidigte er bei den Commonwealth Games in Birmingham mit 8233 Punkten seinen Titel. 2023 wurde er in Götzis mit 8293 Punkten Siebter und im August gewann er bei den Weltmeisterschaften in Budapest mit neuem Landesrekord von 8756 Punkten die Bronzemedaille hinter den Kanadiern Pierce LePage und Damian Warner. 2024 belegte er beim Hypomeeting mit 8366 Punkten den fünften Platz und im August gewann er bei den Olympischen Sommerspielen in Paris mit 8649 Punkten die Bronzemedaille hinter dem Norweger Markus Rooth und Leo Neugebauer aus Deutschland.
Victor war Student an der Texas A&M University. Er ist der Bruder des grenadischen Zehnkämpfers Kurt Felix. 2016 wurde er Landesmeister im Weitsprung.

## Persönliche Bestleistungen
- Stabhochsprung: 4,92 m, 25. April 2021 in Chula Vista (grenadischer Rekord)
- Kugelstoßen: 16,52 m, 29. März 2017 in Austin
- Diskuswurf: 55,87 m, 18. April 2019 in Azusa
- Speerwurf: 71,56 m, 5. August 2021 in Tokio
- Zehnkampf: 8756 Punkte, 26. August 2023 in Budapest (grenadischer Rekord)
  - Siebenkampf (Halle): 6029 Punkte, 19. März 2022 in Belgrad (grenadischer Rekord)